# Kutsajoki
Kutsayoki (rus. Кутсайоки; fin. Kutsajoki) je rijeka na jugu poluotoka Kola u Murmanskoj oblasti, Rusija. Duga je 80 km, s površinom porječja od 1350 km2. Kutsajoki teče kroz jezero Nivajarvi i ulijeva se u Tumču. Njen najveći pritok je Vuosnajoki.

## Vanjske poveznice
|  | Zajednički poslužitelj ima još gradiva o temi Kutsajoki |